# Janus Kamban

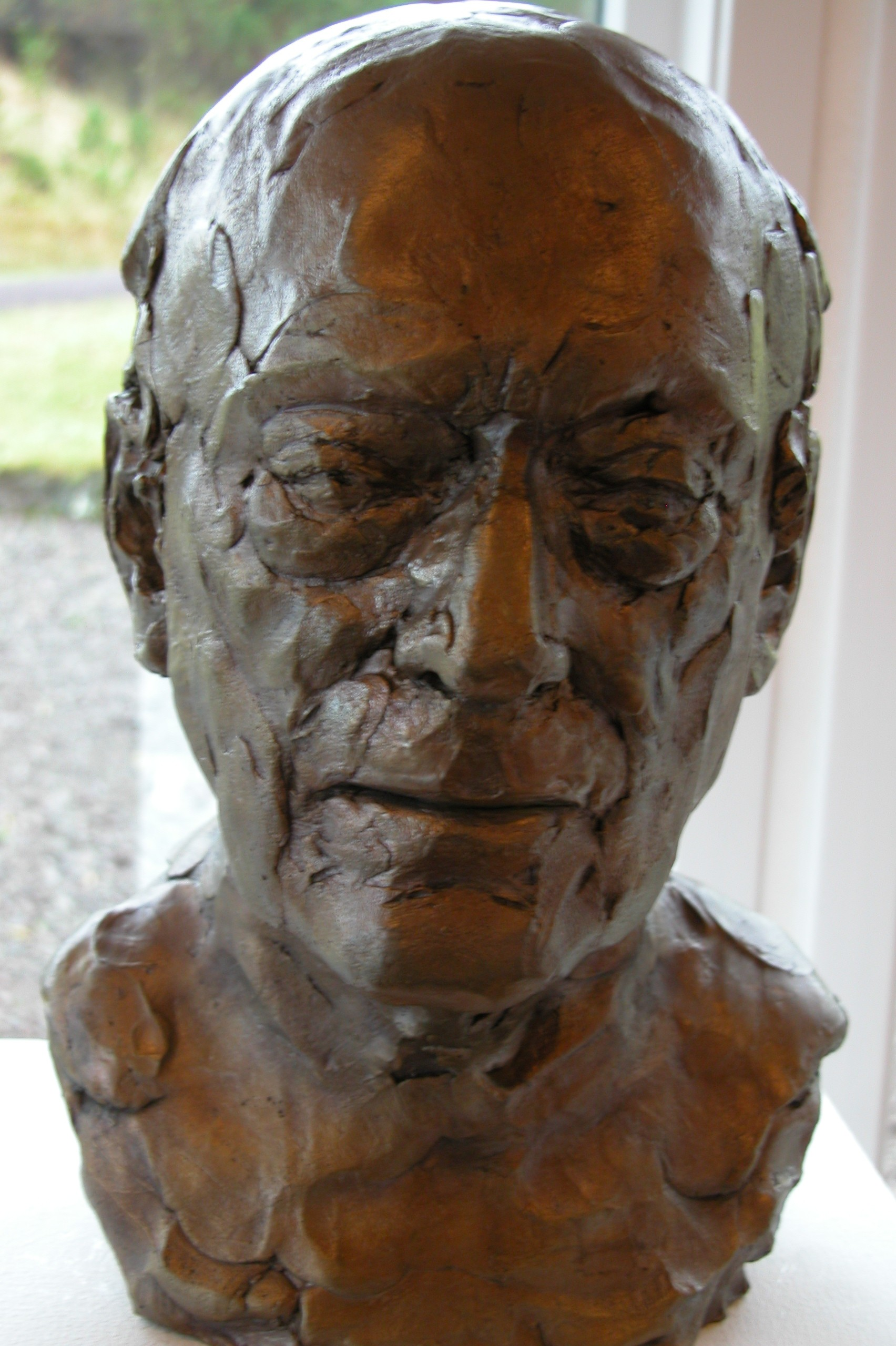
Janus Kamban avbildad av Hans Pauli Olsen

Janus Kamban, född 10 september 1913 i Torshamn, död 2 maj 2009, var en färöisk bildhuggare.

## Liv och gärning
Janus Kamban föddes i Torshamn 1913 som son till en lärare. Han utbildade sig vid Det Kongelige Danske Kunstakademi 1932–1935 och 1936–1940. Under andra världskriget deltog han i det färöiska föreningslivet i Köpenhamn och var med och gav ut tidningen Búgvin. Efter återkomsten till Färöarna var han delaktig i framväxten av ett aktivt konstliv med litteraturuppläsningar och konstutställningar.
Hans konstnärliga verksamhet bestod av porträttbyster, statyer, minnesvårdar och grafisk konst. Han avvek från den rådande expressionistiska strömningen i färöisk konst, etablerad av Sámal Joensen-Mikines, och eftersträvade allmängiltighet snarare än subjektivitet. Till hans kändaste verk hör minnesvården över Venceslaus Ulricus Hammershaimb, Modersmålet (Móðurmálið), avtäckt 1948 utanför gamla nationalbiblioteket i Torshamn.
År 1970 var han drivande i upprättandet av konstgalleriet Listaskálin, grunden till Färöarnas konstmuseum.

## Bildgalleri

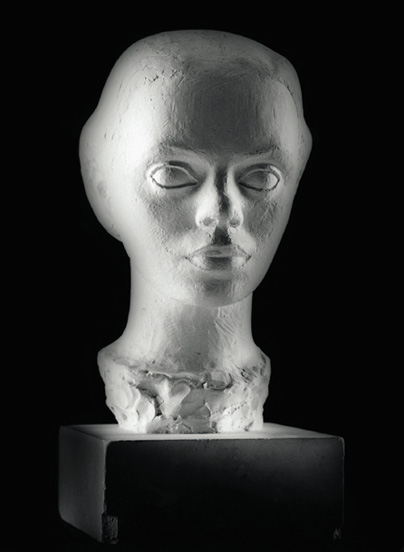
Elinborg (Elinborg Lützen), 1937
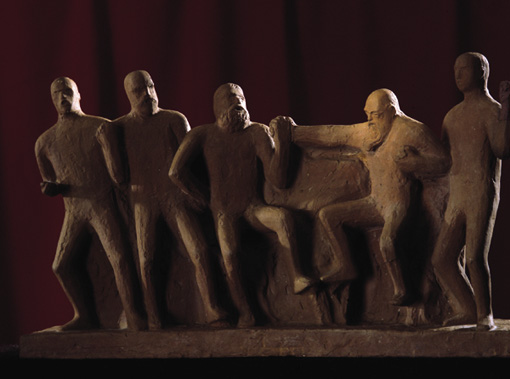
Kedjedans, 1939
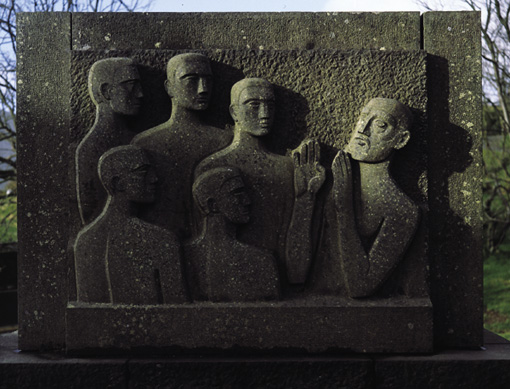
Modersmålet, 1948
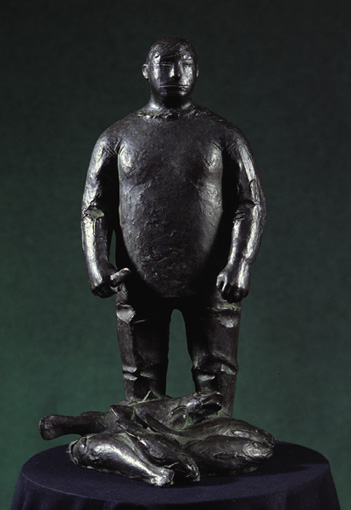
Fiskare rensar fisk, 1953
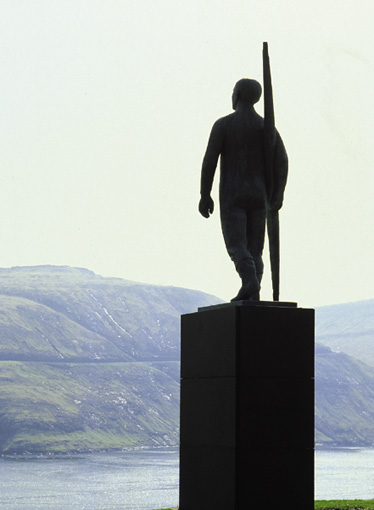
Fiskare, 1961
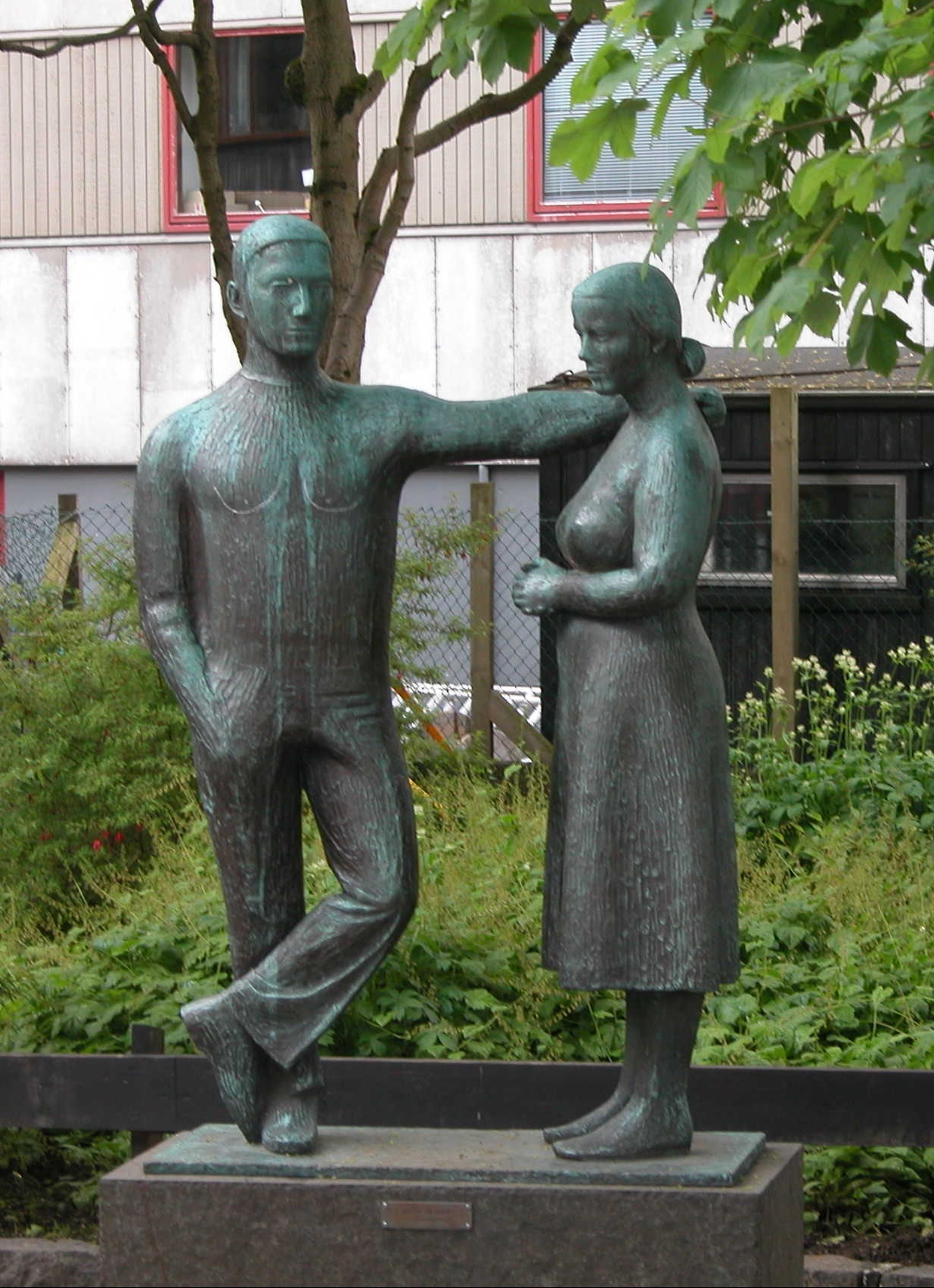
Man och kvinna, 1971